# Crépy-en-Valois
Crépy-en-Valois – miejscowość i gmina we Francji, w regionie Hauts-de-France, w departamencie Oise.
Według danych na rok 1990 gminę zamieszkiwały 13 222 osoby, a gęstość zaludnienia wynosiła 812 osób/km² (wśród 2293 gmin Pikardii Crépy-en-Valois plasuje się na 13. miejscu pod względem liczby ludności, natomiast pod względem powierzchni na miejscu 160.).
Miejscowość powstała w X wieku i była do XIII wieku siedzibą rodową Walezjuszów (fr. Valois) - do objęcia przez nich tronu Francji. 

## Gospodarka
- Zakłady przemysłowe:
  - europejskie centrum badań i rozwoju japońskiej marki Kubota produkującej traktory[2]

## Współpraca
- Zell, Niemcy
- Antoing, Belgia
- Płońsk, Polska